# USS Finback (SS-230)
Pour les autres navires du même nom, voir USS Finback.
L'USS Finback (SS-230) est un sous-marin de la classe Gato construit pour l'United States Navy pendant la Seconde Guerre mondiale.
Sa quille est posée le 5 février 1941 au chantier naval Portsmouth Naval Shipyard de Kittery, dans le Maine. Il est lancé le 25 août 1941, parrainé par Mme Genevieve G. Watson (épouse du contre-amiral Adolphus E. Watson, commandant du 4e district naval et du Philadelphia Navy Yard) et mis en service le 31 janvier 1942, sous le commandement du lieutenant commander Jesse L. Hull.

## Historique
Le Finback atteint Pearl Harbor depuis New London le 29 mai 1942. Deux jours plus tard, il est envoyé dans la région de Midway en prévision d'une attaque japonaise. Entre le milieu de 1942 et la fin de la guerre, le submersible mène 12 patrouilles de guerre, dont 9 considérées comme réussies. Un total de 69 383 tonnes de navires ennemis est envoyé par le fond, tout en secourant durant ces missions plusieurs aviateurs dont les avions ont été abattus, notamment le futur président des États-Unis George W. Bush en septembre 1944.
Après la guerre, il sert comme sous-marin d'entraînement et participe à des exercices dans la mer des Caraïbes. Retiré du service en 1950 et placé en réserve à New London, dans le Connecticut, le sous-marin est vendu pour démolition en 1959.

## Décorations
Le Finback a reçu treize battle stars pour son service pendant la Seconde Guerre mondiale.